# Vivian Virtue
Vivian Lancaster Virtue (13 de noviembre de 1911 – 17 de diciembre de 1998) fue un poeta jamaicano, traductor y locutor de radio. Se mudó a Inglaterra en el año 1960.

## Vida y carrera
Vivian Virtue nació en  Kingston, Jamaica, donde estudió y trabajó para el Ministerio de Obras Públicas Jamaicano. Al jubilarse del funcionariado, en el año 1960, se trasladó a Londres.
Desempeñó el cargo de subsecretario, bibliotecario y, posteriormente, el de vicepresidente de la Liga de Poesía de Jamaica. Fue socio fundador y vicepresidente del Centro Jamaicano del PEN Internacional. Fue también miembro de la Real Sociedad de Literatura británica y socio de la Real Sociedad de las Artes.
Vivian Virtue tradujo poesía de José-Maria de Heredia, del francés al inglés, así como poemas en español escritos por otros poetas caribeños y latinoamericanos.
Recibió la Medalla de Plata «Musgrave», otorgada por el Instituto de Jamaica en 1960. En 1965, con motivo del Festival de las Artes de la Mancomunidad de Naciones, se le asignó escribir un poema en honor a Marcus Garvey. Parte del trabajo de Garvey se publicó en diversas revistas, antologías y también en la recopilación Wings of the Morning (1938). Solía aparecer en el programa de radio Caribbean Voices de la BBC.
Vivian Virtue falleció en Londres en 1998, a la edad de 87 años, debido a una enfermedad cardiovascular y una bronconeumonía prolongada.